# رچتو
رچتو (به ایتالیایی: Recetto) یک کومونه در ایتالیا است که در استان نووارا واقع شده‌است. رچتو ۸٫۸ کیلومتر مربع مساحت و ۸۶۵ نفر جمعیت دارد.